# 世田谷区立希望丘小学校
世田谷区立希望丘小学校（せたがやくりつ きぼうがおかしょうがっこう）は、東京都世田谷区船橋4丁目にある区立小学校。本校と区立船橋希望中学校・区立船橋小学校・千歳台小学校・区立希望丘保育園・もみの木保育園希望丘・ひだまり保育園・キッズスマイル世田谷千歳台の8校園で、船橋希望学舎を構成する。

## 沿革
- 1974年（昭和49年）4月 - 開校。世田谷区内の新設校としては、区内63校目となる[3]。
- 2023年（令和5年）11月18日 - 創立50周年記念祝賀会開催。

## 学区
出典
- 船橋3丁目（21番～26番）
- 船橋4丁目（1番～19番）
- 船橋5丁目（17番・26番(1号～7号)）
- 船橋6丁目（全域）
- 船橋7丁目（全域）

## 進学先中学校
出典
- 世田谷区立船橋希望中学校

## 交通アクセス
- 小田急バス「歳25」、小田急バス・京王バス「経02」の各系統で、「希望丘小学校前」停留所下車後、徒歩5分。
- 小田急電鉄小田原線千歳船橋駅から、
  - 徒歩15分。
  - 上述の小田急バス「歳25」に乗車し、「希望丘小学校前」停留所下車後、徒歩。
- 京王電鉄京王線八幡山駅及び小田急電鉄小田原線経堂駅から、上述の小田急バス・京王バス「経02」に乗車し、「希望丘小学校前」停留所下車後、徒歩。
- なお、学校ホームページ内「アクセス」には、『京王線 八幡山駅 京王バス「希望ヶ丘団地」行き「船橋交番北」下車8分』とあるが、八幡山駅からは、上述の「経02」系統のバスが、「希望丘小学校前」停留所を経由する。また、学校ホームページ内「アクセス」には記載無いが、小田急バス「梅01」・「経01」・「歳22」・「歳24」及び京王バス「八01」・「烏51」の各系統で、「希望ヶ丘団地」停留所からもアクセス可能。

## 周辺
- 希望丘通り（世田谷区道）
- 世田谷区立船橋本村公園 - 敷地が隣接
- UR都市再生機構希望ヶ丘団地
  - 学校に最も近いのは、「6-26-1号棟」と「7-1-1号棟」となる（いずれも敷地が希望丘通りに面する）。
  - また、UR都市再生機構希望ヶ丘団地以外にも、東急リバブル世田谷船橋パークホームズなどのマンション・アパートも点在する。
- 世田谷区立烏山川緑道
- HITOWAキッズライフ（株）太陽の子世田谷船橋保育園 - 進学前保育園のひとつ
- 三井住友銀行希望ヶ丘出張所
- 警視庁成城警察署船橋交番
- ファミリーマートまるいし希望丘店
- 世田谷区船橋まちづくりセンター
- 社会福祉法人杉の子保育会ひだまり保育園 - 進学前保育園のひとつ
- 世田谷区立船橋希望中学校 - 公立学校に進学する場合の主な進学先中学校
- 今井歯科医院
- 医療法人社団檜会大槻クリニック